# Kościół Świętego Ducha w Toruniu (nieistniejący)
Kościół św. Ducha – gotycki jednonawowy kościół położony na Rybakach w Toruniu, w pobliżu Bramy Klasztornej.
Został zbudowany w 1311 roku. Obok niego mieścił się szpital i klasztor. W 1415 roku kościół wraz ze szpitalem przeszły na własność klasztoru benedyktynek. Po 1417 roku zakonnice przystąpiły do rozbudowy świątyni. Cały kompleks zburzono podczas trwającego w mieście potopu szwedzkiego.